# Sonido Ácido
Sonido Ácido es un rapero y músico chileno. Comienzo su carrera en 2000 junto al grupo Raíces Subterráneas. En 2003 lanza su primer trabajo en solitario Sintoniza el dial, con el que ganó popularidad. En 2005 se unió al grupo Makiza participando en el disco Casino Royale. En 2009 da a luz su segundo proyecto en solitario, Sonido Ácido & Los Funkyfrescos con la producción de C-funk y Vicente Sanfuentes, que incursiona en otros estilos como el funk. También participó en la serie infantil de hip-hop Los Pulentos, donde musicalizó la banda sonora.

## Carrera musical
En sus inicios underground, solía participar en peleas de gallos. En 2000 formó el grupo Raíces Subterráneas junto a Akiles y Benzo, con quienes lanzó el disco Arma y desarma producido por Cenzi (exintegrante y productor de Makiza). En 2003 ganó popularidad con su primer disco solista Sintoniza el dial, con el cual realizó diversas colaboraciones y presentaciones en vivo. Luego se incorpora a Makiza, donde el mismo dice que "apadrinaron su rap". Así pasó a ser el tercer MC del grupo junto a Anita Tijoux y Seo2, con quienes lanzó el disco Casino Royale. Luego vuelve a su proyecto en solitario en 2009, lanzando Sonido Ácido & Los Funkyfrescos con la producción de C-Funk y Vicente Sanfuentes, en el que sorprende con inclinaciones al funk y ritmos latinos. En el disco participan Michelle Espinoza (Mamma Soul); Juan Sativo (Tiro de Gracia); Seo2, entre otros.

## Discografía

### Álbumes de estudio
- 2003 - Sintoniza el dial (Mutante Discos)
- 2009 - Sonido Ácido & Los Funkyfrescos (Feria Music)

### Colaboraciones
- 2009-- Catedral en coma. Vol. 4 (Independiente)